# Lijst van afleveringen van seizoen 3 van Phineas en Ferb
Het derde seizoen van Phineas en Ferb wordt in Nederland op Disney Channel en Disney XD uitgezonden. De vijf hoofdpersonen in de serie zijn: Phineas Flynn en Ferb Fletcher, hun oudere zus Candace Flynn, hun huisdier en geheime agent Perry het vogelbekdier en zijn vijand Dr. Heinz Doofenshmirtz.
Terugkerende personages zijn Isabella Garcia-Shapiro, de moeder Linda Flynn-Fletcher, Perry's baas; Major Monogram, Jeremy Johnson, Baljeet, Buford Van Stomm en Stacy Hirano.

## Rolverdeling

### Nederlandse stemacteurs
- Victor Peeters - Phineas Flynn
- Quinten Schout - Ferb Fletcher (deels seizoen 1)
- Sander van der Poel - Ferb Fletcher (rest seizoen 1, verder) / Jeremy Johnson (rest seizoen 1, verder)
- Lizemijn Libgott - Candace Flynn/Baljeet Patel/Suzy Johnson
- Vivian van Huiden - Isabella Garcia-Shapiro
- Rob van de Meeberg - Majoor Francis Monogram
- Bob van der Houven - Dokter Heinz Doofenshmirtz/ Roger Doofenshmirtz
- Fred Meijer - Vader Lawrence Fletcher
- Carolina Mout - Moeder Linda Flynn (seizoen 1, deels seizoen 2)
- Edna Kalb - Moeder Linda Flynn (rest seizoen 2, verder)
- Donna van Engelen - Stacy Hirano (deels seizoen 1)
- Chantal van de Steeg - Stacy Hirano (rest seizoen 1, verder) / Vanessa Doofenshmirtz
- Marcel Veenendaal - Kees (seizoen 1, deels seizoen 2)
- Finn Poncin - Kees (deels seizoen 2, verder) / Norm
- Tom Cornelissen - Buford van Stomm (deels seizoen 1)
- Daan Loenen - Buford van Stomm (rest seizoen 1, verder)

Overige stemacteurs:
Ewout Eggink, Rogier Komproe, Frans Limburg, Hilde de Mildt, Daan Loenen, Finn Poncin, Franky Rampen, Anneke Beukman, Jan Nonhof, Edward Reekers, Olaf Wijnants, Reinder van der Naalt, Sander de Heer, Paul Disbergen, Paula Majoor en Donna Vrijhof.

## Afleveringen
| Nr.       | Titel | PC           | Zender                   | Uitzenddatum VS   | Uitzenddatum NL  |
| Nr.       | Samenvatting | Samenvatting | Samenvatting             | Samenvatting      | Samenvatting     |
| --------- | --- | ------------ | ------------------------ | ----------------- | ---------------- |
| 114 (1a)  | "Het buiten binnen" | 302a         | Disney XD                | 4 maart 2011      | 7 november 2011  |
| 114 (1a)  | Phineas en Ferb bouwen een grote bol in de achtertuin waar verschillende omstandigheden nagebootst kunnen worden. Candace en Jeremy gaan picknicken. |              |                          |                   |                  |
| 115 (1b)  | "Canderemy" | 302b         | Disney XD                | 4 maart 2011      | 8 november 2011  |
| 115 (1b)  | Candace gaat bij Jeremy op bezoek om te zeggen dat ze van Stacy vandaag niet met hem mag praten. Maar door Doofenshmirtz' Combi-inator worden ze aan elkaar geplakt. Ondertussen bouwen Phineas en Ferb een gigantische robothond. |              |                          |                   |                  |
| 116 (2a)  | "Ren, Candace, Ren" | 301a         | Disney XD                | 11 maart 2011     | 9 november 2011  |
| 116 (2a)  | Phineas en Ferb maken superschoenen zodat ze net zo snel kunnen rennen als een cheeta. Omdat Candace drie afspraken op hetzelfde moment heeft, trekt ze de schoenen aan, omdat ze denkt dat ze dan op meerdere plaatsen tegelijk kan zijn. Ondertussen wil Jeremy's lang verloren nicht Doofensmirtz' gebouw kopen. |              |                          |                   |                  |
| 117 (2b)  | "Laatste trein naar Verklikstad" | 301b         | Disney XD                | 11 maart 2011     | 10 november 2011 |
| 117 (2b)  | Als de jongens naar opa Clyde en oma Betty Jo gaan, verteld opa dat hij een luchtballonwedstrijd heeft gewonnen. Daarom maken Phineas en Ferb zelf luchtballonnen. Candace heeft ontdekt hoe ze haar broers kan verraden: opgeven. Ze gaat mee met haar moeder en oma op een treinreis. |              |                          |                   |                  |
| 118 (3a)  | "De buik van het beest" | 303a         | Disney XD                | 29 april 2011     | 11 november 2011 |
| 118 (3a)  | Phineas en Ferb vieren het Havenfeest met het maken van een mechanische versie van de historische ongrijpbare haai van Danville. Candace heeft gezien wat de jongens doen en probeert hulp te halen om mysterieuze haai te vangen. Ondertussen maakt Dr. Doofenshmirtz de zoutwater Toffee-inator, om bij elk kind in Danville gaatjes in hun tanden te krijgen. |              |                          |                   |                  |
| 119 (3b)  | "Maanmelk" | 303b         | Disney XD                | 29 april 2011     | 14 november 2011 |
| 119 (3b)  | Door het verloren rijmpje 'De kat en het fluitje' besluiten de jongens om een paar koeien naar de maan te sturen om te zien of de lage zwaartekracht ervoor zorgt dat ze het lekkerste ijs ooit kunnen maken. Thuis besluit Candace te profiteren van de afwezigheid van de jongens en maakt een chic diner voor Jeremy, maar door haar gebrek aan kookkunst gaat dat niet echt volgens plan. Ondertussen probeert Dr. Doofenshmirtz met zijn Vloeistof zuig-inator de bladeren van zijn buurman bruin te maken, waardoor zijn bladeren groener lijken.                                                                                  |              |                          |                   |                  |
| 120 (4a)  | "Stel een domme vraag" | 305a         | Disney XD                | 13 mei 2011       | 15 november 2011 |
| 120 (4a)  | Phineas en Ferb hebben een computer gemaakt die overal een antwoord op geeft. Candace vraagt aan die computer hoe ze haar broers erbij kan lappen. Dr. Doofenshmirtz raakt de sleutel van zijn nieuwste uitvinding, de Kan-alles-inator kwijt, en Agent P moet hem vinden voordat hij dat doet. |              |                          |                   |                  |
| 121 (4b)  | "Onbegrepen vogelbekdier" | 305b         | Disney XD                | 13 mei 2011       | 16 november 2011 |
| 121 (4b)  | Perry mist zijn 100ste strijd tegen Dr. Doofenshmirtz omdat Candace hem meeneemt naar de Huisdierwas. Perry's afwezigheid blijft onopgemerkt, omdat een vogelbekdier van de Danville Zoo Dr. Doofenshmirtz' Onwaarschijnlijk-inator stopt. Ondertussen bouwen de jongens een speelhuis in Phineas en Ferb-stijl. |              |                          |                   |                  |
| 122 (5)   | "Phineas' verjaardagsclipshow" | 304          | Disney XD                | 1 april 2011      | 17 november 2011 |
| 122 (5)   | Phineas is jarig, en als cadeau maken Ferb, Isabella, Buford, Baljeet en Irving een compilatie van allerlei dingen die Phineas heeft gemaakt. Candace heeft een dvd in haar macht waarmee ze haar broertjes kan verklikken, maar ze twijfelt of ze het laat zien, omdat Phineas jarig is. Doofenshmirtz probeert een videoboodschap te verzenden met zijn Video-beam-hightech-non-inator* |              |                          |                   |                  |
| 123 (6a)  | "Candace niet verbonden" | 306a         | Disney XD                | 18 juni 2011      | 18 november 2011 |
| 123 (6a)  | Phineas en Ferb maken een telefoon voor Candace met een applicatie waarmee ze naar Paaseiland wordt geteleporteerd. |              |                          |                   |                  |
| 124 (6b)  | "Vliegend tapijt ritje" | 306b         | Disney XD                | 18 juni 2011      | 20 november 2011 |
| 124 (6b)  | Phineas en Ferb maken een magisch, vliegend tapijt. Ondertussen probeert Doofenshmirtz het schilderij van zijn broer te ruïneren, als het op een kunsttentoonstelling staat. |              |                          |                   |                  |
| 125 (7a)  | "Slechte haardag" | 307a         | Disney XD                | 24 juni 2011      | 21 november 2011 |
| 125 (7a)  | Candace probeert haar haar te stylen, maar het mislukt. Phineas en Ferb proberen het op te lossen met een haarstylemachine, maar om sneller klaar te zijn zet Candace de machine op een hogere stand. Hierdoor krijgt ze heel veel haar en wordt ze gezien als een orang-oetan. |              |                          |                   |                  |
| 126 (7b)  | "Gehaktbrood Geschenk" | 307b         | Disney XD                | 24 juni 2011      | 22 november 2011 |
| 126 (7b)  | Phineas en Ferb maken een uniek, vliegend springkasteel. Ondertussen jureert Jamie Oliver de stad's gehanktbrood festival wedstrijd waarbij Doofenshmirtz meedoet met zijn familierecept. |              |                          |                   |                  |
| 127 (8a)  | "Steentijd" | 308a         | Disney XD                | 13 januari 2012   | 23 november 2011 |
| 127 (8a)  | Deze aflevering speelt zich af in de prehistorie met holbewonerversies van alle personages. Phineas en Ferb vinden het wiel uit en maken de eerste auto, terwijl Doofenshmirtz probeert met een scherpe stok een groep mammoeten te verjagen. |              |                          |                   |                  |
| 128 (8b)  | "Doof Dynastie" | 308b         | Disney XD                | 14 januari 2012   | 24 november 2011 |
| 128 (8b)  | Deze aflevering speelt in het Oude China. Isabella is hier de prinses van het land, maar ze wil graag de lokale kinderen ontmoeten. Dat mag niet omdat Doofyskhan het land terroriseert en haar uiteindelijk zelfs ontvoerd. Phineas en Ferb willen samen met Meester Perry haar redden. |              |                          |                   |                  |
| 129 (9a)  | "Phineas en Ferb onderbroken" | 309a         | Disney XD                | 15 juli 2011      | 25 november 2011 |
| 129 (9a)  | Linda wil de dag doorbrengen met Candace. Candace gaat met Linda in de achtertuin zitten om Phineas en Ferb te betrappen. Maar het enige plan van de jongens is het gras zien groeien en al hun creativiteit lijkt verdwenen. Het blijkt dat ze eerder die dag per ongeluk geraakt zijn door Doofenshmirtz' Saai-en-kleurloos-straal, toen Perry deze probeerde te vernielen. Perry beseft wat er gaande is en gaat terug naar Doofenshmirtz om de uitvinding te herbouwen in de hoop het effect op Phineas en Ferb terug te draaien. |              |                          |                   |                  |
| 130 (9b)  | "Een echte jongen" | 309b         | Disney XD                | 15 juli 2011      | 28 november 2011 |
| 130 (9b)  | Wanneer Doofenshmirtz denkt dat Vanessa hem gehoord heeft toen hij zei dat hij liever een zoon had, probeert hij haar te beschieten met zijn vergeet-het-maar-inator. Door toedoen van Perry wordt hij zelf geraakt. Norm, die graag een echte jongen wil zijn, profiteert van Doofenshmirtz' geheugenverlies om hem te doen denken dat ze vader en zoon zijn. Ondertussen probeert Candace via hypnose haar obsessie om Phineas en Ferb te verraden te vergeten zodat ze ongestoord een dagje op stap kan met Jeremy. Phineas en Ferb maken een spring-uitvinding.                                                                      |              |                          |                   |                  |
| 131 (10)  | "Een Phineas en Ferb familie kerstfeest" | 317a         | Disney XD                | 2 december 2011   | december 2011    |
| 131 (10)  | Phineas wil in de warme zomer wat afkoeling en daarom maken ze een kerstaflevering. Doofenschmirtz denkt dat het ècht kerst is en gebruikt daarom zijn transportinator om sneller kerstinkopen te kunnen doen. |              |                          |                   |                  |
| 132 (11a) | "Mamma hoor je me?" | 310a         | Disney XD                | 29 juli 2011      | 12 februari 2012 |
| 132 (11a) | Nadat Candace haar enkel heeft verwond en haar wordt verteld in bed te blijven, wordt ze helemaal gek van zichzelf als ze probeert haar moeders aandacht te krijgen om haar broers te verklikken. Gelukkig bieden Phineas en Ferb haar een doos aan met anti-vervelingsspullen. Maar het eindigt in nog meer belemmering, totdat ze - zonder het te weten - de jongens helpt om een astronautvriend te waarschuwen dat een gevaarlijk obstakel hem nadert. Ondertussen onderbreekt Perry Doofenshmirtz' Kippensoep-inator. |              |                          |                   |                  |
| 133 (11b) | "Road Trip" | 310b         | Disney XD                | 29 juli 2011      | 12 februari 2012 |
| 133 (11b) | Op de laatste dag van de Flynn-Fletcher familie road trip, ontdekt Candace dat ze eindelijk een paar uurtjes heeft om te ontspannen en niet aan het verklikken van haar broers te denken. Echter, Phineas en Ferb besluiten om een vrachtwagen-restaurant op de top van de RV te bouwen. Ondertussen is Doofenshmirtz ook bezig met een road trip, maar hij vervoert met een grote vrachtwagen zijn boem sap door de stad. |              |                          |                   |                  |
| 134 (12a) | "Skiddley Whiffers" | 311a         | Disney XD                | 26 augustus 2011  | 12 februari 2012 |
| 134 (12a) | Phineas, Ferb en hun vrienden bouwen een grote versie van een kinderspel, met Danville als speelbord. Ondertussen twijfelt Candace tussen haar broers verraden en het spelen van het spel, wat eindigt in het meespelen met hen, zodat ze de titel van Skiddley Whiffers koningin kan krijgen. Aan de andere kant van de stad wedt Doofenshmirtz met Vanessa dat ze nooit goed opgroeit nooit een typische tiener wordt. Hij laat haar achter op een camping, maar mist haar zo erg dat hij zich vermomt als een andere kampeerder om samen met Agent P haar te beschermen.                                                              |              |                          |                   |                  |
| 135 (12b) | "Tour de Ferb" | 311b         | Disney XD                | 12 augustus 2011  | 12 februari 2012 |
| 135 (12b) | Baljeet bekent dat hij familie is van lange rij van wielerwedstrijd verliezers. Phineas en Ferb roepen de hulp in wielrenner Greg LeMond om Baljeet te helpen concurreren in een wielerwedstrijd. Ondertussen gebruikt Doofenshmirtz zijn Pop-up-inator iedereen te ergeren in het Drie-Staten Gebied en om zo miljoenen te maken. |              |                          |                   |                  |
| 136 (13a) | "Ontsnapping uit de Phineas toren" | 315a         | Disney XD                | 21 oktober 2011   | 12 februari 2012 |
| 136 (13a) | Phineas en Ferb zijn geïnspireerd door een vlucht-verhaal dat Lawrence vertelt. Ze besluiten een computer-gestuurde toren te bouwen die hen de wereld van het ontsnappen leert kennen. Ze hebben plezier met alle valstrikken te verslaan, totdat de toren wordt geraakt door een van de uitvindingen van Doofenshmirtz en niet meer doet wat hij moet doen. Ondertussen bouwt Doofenshmirtz een Lomp-Inator* om Roger's ontmoeting met een hoogwaardigheidsbekleder uit Engeland te ruïneren. |              |                          |                   |                  |
| 137 (13b) | "De butler heeft het gedaan" | 315b         | Disney XD                | 24 februari 2012  | 12 februari 2012 |
| 137 (13b) | Er heerst complete chaos in Danville en niemand heeft enig idee wat er aan de hand is. De gekheid ontvouwt zich als Phineas en Ferb een Kaas-topia maken. Doofenshmirtz maakt van Perry zijn butler met zijn Butler-inator en Kees wordt gevangengenomen door Doofenshmirtz, terwijl hij een eekhoorn kostuum aan heeft. Note: De aflevering begint aan het eind van het verhaal en werkt terug naar het begin. |              |                          |                   |                  |
| 138 (14a) | "In de puree" | 316b         | Disney XD                | 18 november 2011  | 15 februari 2012 |
| 138 (14a) | Wanneer alle aardappelen in de stad plots verdwijnen besluiten Phineas en Ferb om er een aantal te klonen met Bufords chips. Bufords DNA raakt helaas vermengd met de aardappels waardoor kleine Buford-aardappels door de stad rennen. Doofenschmirtz gebruikt zijn historische-leger-terughaal-inator om het Spartaanse leger in zijn macht te krijgen. |              |                          |                   |                  |
| 139 (15a) | "In de roos!" | 313b         | Disney XD                | 30 september 2011 | 4 april 2012     |
| 139 (15a) | Wanneer Lawrence naar een antiekbijeenkomst gaat, wordt hij ongewild lid van L.O.V.E.M.U.F.F.I.N., de kwade organisatie van Doofenshmirtz en Rodney. Als een speciale gastheer houdt Perry toezicht op de procedure. Lawrence wordt per ongeluk geraakt met Rodney's Maak-iedereen-slecht-izer. Daardoor wordt Lawrence slecht en wordt hij bekroond tot leider van L.O.V.E.M.U.F.F.I.N. Ondertussen wil Candace haar broers erbij lappen, maar realiseert ze zich niet dat het object in de achtertuin niet van haar broers afkomstig is. Aan de andere kant van de stad zijn de jongens een gigantisch spelletje darts aan het spelen. |              |                          |                   |                  |
| 140 (16a) | "Monster uit het id" | 321a         | Disney XD                | 10 februari 2012  |                  |
| 140 (16a) | Na het verliezen van haar cadeau van Jeremy wil Candace dat haar broers een replica maken zodat Jeremy er niet achter komt. Omdat ze zich niet kan herinneren hoe het eruitziet gaan Phineas en Ferb in haar geest zoeken naar de herinnering. Doofenschmirtz bouwt een onderbroekinator omdat ieders grootste angst is om in het openbaar te worden ontdekt in ondergoed. |              |                          |                   |                  |
| 141 (14b) | "Ferb Latijn" | 316a         | Disney XD                | 25 november 2011  | 16 juni 2012     |
| 141 (14b) | De jongens maken een nieuwe taal en gebaren die snel worden overgenomen door hun stadsgenoten. Candace ontwaakt na een massage en is in de war omdat iedereen opeens een taal spreekt die ze niet begrijpt. Ondertussen gebruikt Doofenschmirtz propaganda om mensen zijn wil op te leggen. |              |                          |                   |                  |
| 142 (15b) | "Perry het acteerdier" | 313a         | Disney XD                | 3 maart 2012      | 10 juni 2012     |
| 142 (15b) | De eigenaar van Knap Gereedschap besluit een wedstrijd te organiseren om een mascotte te vinden voor het bedrijf. Perry wordt gekroond tot winnaar. Echter de overwinning brengt de geheime identiteit van Perry in gevaar, waardoor Majoor Monogram besluit Agent S te benoemen als tijdelijke vervanging. Nadat Dr. Doofenshmirtz zijn nieuwe vijand Sergei de Slak ziet, onderschat hij ten onrechte zijn nieuwe tegenstander. Ondertussen doet Candace een stop-verklikken cursus bij Mandy. |              |                          |                   |                  |
| 143 (17)  | "Mijn schone goals" | 312          | Disney XD                | 9 september 2011  | 13 juni 2012     |
| 143 (17)  | Wanneer Ferb's neven en nichten uit Engeland op bezoek komen, worden ze uitgedaagd om een voetbalwedstrijd met hen aan te gaan. Phineas bouwt hiervoor een high-tech 3D-stadion. Ondertussen, ervan overtuigd dat haar relatie met Jeremy afhankelijk is van haar gedrag, wil Candace hulp krijgen van de Britse nicht van Ferb, Eliza, om haar de etiquette te leren. Doofenshmirtz ligt ziek in bed, maar dwingt zichzelf om zijn If-A-Tree-Fell-in-the-Forest-Inator* uit te zetten, want elke boom die zegt nu dat hij dat heeft gedaan.                                                                                             |              |                          |                   |                  |
| 144 (18a) | "Als een kip zonder kop" | 318a         | Disney XD                | 1 juni 2012       | 27 juni 2012     |
| 144 (18a) | Wanneer de jongers erachter komen dat de beroemde Krokkie de krokodil vermist is gaan ze naar hem op zoek. Tot verbazing van Candace heeft Irving een plakboek met bewijs voor alle avonturen van Phineas en Ferb. Doofenschmirtz wil zijn broer voor schut zetten door zijn prijs voor beste burgemeester met zijn kippenvervanginator te vervangen door de dichtstbijzijnde kip. |              |                          |                   |                  |
| 145 (16b) | "Giga-mier" | 321b         | Disney XD                | 10 februari 2012  | 3 juli 2012      |
| 145 (16b) | Phineas en Ferb bouwen een gigantische mierenboerderij zodat ze er zelf onderdeel van kunnen zijn. Candace krijgt per ongeluk een grote hoeveelheid mierenferomonen over zich heen en zoekt de jongens in de mierenboerderij, maar krijgt onverwacht veel aandacht van de bewoners. Doofenschmirtz voelt zich altijd slaperig na het eten van kalkoen, dus hij wil willekeurige objecten veranderen in kalkoenen om zo alle inwonders van Danville slaperig te maken. |              |                          |                   |                  |
| 146 (19a) | "Mam, waar zit je?" | 319a         | Disney XD                | 2 maart 2012      | 4 juli 2012      |
| 146 (19a) | Wanneer Phineas en Ferb Perry niet kunnen vinden besluiten ze de Perrytronic 3000 te bouwen, een robot die iedere gewenste vorm aan kan nemen. Candace probeert een andere kliktactiek: als haar broertjes een project niet afmaken kan het ook niet verdwijnen. Doofenschmirtz wil zijn hoofd dupliceren om zo dubbel zo slim te worden. |              |                          |                   |                  |
| 147 (19b) | "Monogram Junior" | 319b         | Disney XD                | 11 mei 2012       | 4 juli 2012      |
| 147 (19b) | Met de herfst voor de deur willen Phineas en Ferb de "zerfst" ontdekken, herfst in de zomer met pompoenen en een enorme berg herfstbladeren. Doofenschmirtz geeft les aan Rodrigo in duivels zijn. Rodrigo is helaas ècht duivels en wanneer hij Doofenschmirtz gevangenneemt moeten Majoor Monogram's zoon Monty en Agent P. ze redden. |              |                          |                   |                  |
| 148 (20a) | "De Rustigste Dag Ooit" | 324a         | Disney XD                | 30 maart 2012     | 26 oktober 2012  |
| 148 (20a) | Linda moet een online-breitest maken en geeft daarom Candace de leiding om ervoor te zorgen dat het rustig is in huis. Wanneer Candace de jongens als opdracht geeft om stil en onzichtbaar te zijn besluiten ze ninja's te worden. Doofenschmirtz heeft een hekel aan knappe mensen en wil daarom zijn ontknapheidsinator gebruiken om ze lelijk te maken. |              |                          |                   |                  |
| 149 (18a) | "Ferb TV" | 318b         | Disney Channel           | 7 september 2012  | 28 oktober 2012  |
| 149 (18a) | Op Ferb TV zijn verschillende tv-shows rondom de personages van Danville te zien zoals "Dr. Ninja Baljeet", "Da's de Norm", "Ducky Momo", "Jouw eten stinkt en jij ook" en "Katt Karr". |              |                          |                   |                  |
| 150 (21a) | "Geestig" | 314a         | Disney XD                | 7 oktober 2011    | 1 november 2012  |
| 150 (21a) | Het is Halloween en de kinderen ontmoeten een vreemde jongen genaamd Russell, die ervan overtuigd is dat het spookt in zijn huis. Ondertussen wil Doofenshmirtz een Mind-Transfer-Inator maken*, waarmee hij geesten met koeien samenvoegt die al het gras vernietigen in het Driestatengebied. Helaas mislukt zijn plan en hij creëert een enge weer-koe die bij volle maan kwaadaardig wordt. Het is nu aan Agent P om hem te stoppen en Danville te redden. |              |                          |                   |                  |
| 151 (21b) | "De vloek van Candace" | 314b         | Disney XD                | 7 oktober 2011    | 1 november 2012  |
| 151 (21b) | Candace is gebeten door een vleermuis na het zien van een populaire vampierenfilm en denkt dat ze een vampier is. Phineas en Ferb's nieuwste uitvinding zorgt ervoor dat Candace nog meer gelooft dat ze inderdaad vampier is. Ondertussen is Doofenshmirtz van plan om Danville te veranderen in een kopie van Gimmelshtump, zodat hij het gemakkelijker kan overnemen. |              |                          |                   |                  |
| 152 (20b) | "Pestkop en de Nerd" | 324b         | Disney XD                | 16 maart 2012     | 2 november 2012  |
| 152 (20b) | Baljeet is het gepest van Buford beu en wil niet langer zijn nerd zijn. Buford besluit daarom in te gaan op een aanbod van Doofenschmirtz om samen het driestatengebied over te nemen. Baljeet besluit zijn vrijheid te gebruiken om samen met de jongens de berg van Danville te beklimmen. |              |                          |                   |                  |
| 153 (22)  | "Excaliferb" | 320          | Disney XD                | 15 januari 2012   | 3 november 2012  |
| 153 (22)  | Majoor Monogram is ziek en Kees leest het verhaal van Excaliferb voor. In het verhaal trekken Phineas en Ferb ten strijde tegen Malifishmirtz terwijl Candace problemen heeft met de elixers van de jongens. |              |                          |                   |                  |
| 154 (23a) | "Phineas en Ferb en de tempel van Ouatdoejah" | 322b         | Disney XD                | 16 januari 2012   | 3 november 2012  |
| 154 (23a) | Ohio-Flynn (Phineas) en Indiana-Fletcher (Ferb) zijn op zoek naar de verloren tempel van Ouatdoejah. Doofenshmirtz heeft echter andere plannen met de amulet die nodig is om de tempel te vinden. |              |                          |                   |                  |
| 155 (24a) | "Bestelling van het lot" | 323a         | Disney XD                | 7 juli 2012       | 7 november 2012  |
| 155 (24a) | Paul de bezorgjongen ontdekt zijn roeping tijdens het bezorgen van bestellingen bij Phineas en Ferb, Doofenschmirtz en het agentschap van agent P. Doofenschmirtz wil het stadhuis in sap veranderen en agent P is zijn gereedschap kwijt. |              |                          |                   |                  |
| 156 (24b) | "Springen" | 323b         | Disney XD                | 7 juli 2012       | 7 november 2012  |
| 156 (24b) | Phineas en Ferb vinden het springen op de trampoline zo leuk dat ze een manier zoeken om door de hele stad te kunnen springen. Volgens Doofenschmirtz zijn leugens de lijm van de samenleving, dus wil hij de samenleving ontwrichten door alle leugens uit de wereld te helpen. Candace wil zich representatief gedragen voor de brunch met de familie Johnson, maar dat valt niet mee. |              |                          |                   |                  |
| 157 (25a) | "Slim slaapwandelen" | 326a         | Disney XD                | 8 juni 2012       | 24 november 2012 |
| 157 (25a) | Phineas en Ferb gaan volleyballen met jetpacks, maar omdat Jeremy meedoet wil Candace ze niet verklikken. Doofenschmirtz wil weten waar de inators die plotseling in zijn werkplaats opduiken vandaan komen. |              |                          |                   |                  |
| 158 (25b) | "Het vliegt door de lucht en het is rond" | 326b         | Disney XD                | 8 juni 2012       | 1 december 2012  |
| 158 (25b) | Phineas en Ferb maken hun eigen vliegende schotel om te helpen bij het oplossen van het mysterie van een recente uitslag van graancirkels. Ondertussen Candace probeert haar gewoonte om haar broertje te betrappen op te geven en een "ik" dag te nemen. Dr. Doofenshmirtz daagt de lokale pizzeria's uit met hun "37 Minuten of het is gratis" regel met behulp van zijn "dough-blow-inator"*. |              |                          |                   |                  |
| 159 (26)  | "Meapless in Seattle" | 327          | Disney XD                | 6 april 2012      | 1 december 2012  |
| 159 (26)  | Als Mitch’s raket neerstort in de achtertuin, dreigt hij het universum te vernietigen. Phineas en Ferb vormen vervolgens een team met Meap om Mitch te stoppen. Na een botsing met het schip van Meap, wil Mitch Seattle vernietigen. Ondertussen ontslaat Monogram Perry. Doofenshmirtz vindt Ballonny weer, maar dit keer gewapend met vuurstokken. Candace ontdekt dat Jeremy met haar naar Seattle wil. |              |                          |                   |                  |
| 160 (27a) | "Het zal je pa maar wezen" | 329a         | Disney XD                | 22 juni 2012      | 5 december 2012  |
| 160 (27a) | Phineas en Ferb maken een grote goochelshow. Vanessa en de zoon van Majoor Monogram, Monty, hebben een date. Doofenschmirtz wil zijn coolinator gebruiken om zo populair te worden bij de jeugd die hem dan moet helpen met de overname van het driestatengebied. |              |                          |                   |                  |
| 161 (27b) | "Schoenschraper blijf bij je leest" | 329b         | Disney XD                | 22 juni 2012      | 5 december 2012  |
| 161 (27b) | Phineas en Ferb helpen hun vader met het vinden van de antieke 1807 schoenschraper op de ruilbeurs van Danville. Candace ziet een eerste uitgave Ducky Momo met groene pupillen en linkshandig trekkoord die ze dolgraag wil hebben, maar de verkoper wil er iets bijzonders voor terug. Doofenschmirtz heeft een film gemaakt om de bevolking te overtuigen hem als leider te kiezen. |              |                          |                   |                  |
| 162 (23b) | "Agent Doof" | 322a         | Disney XD                | 11 mei 2012       | 10 december 2012 |
| 162 (23b) | Doofenschmirtz geeft het kwaad op en besluit agent te worden bij de organisatie van Perry. Candace heeft problemen met baby's. |              |                          |                   |                  |
| 163 (24a) | "Vogelbekdoof" | 330a         | Disney XD                | 6 juli 2012       | 16 januari 2013  |
| 163 (24a) | Om de beste exotische smoothie te maken bouwen Phineas en Ferb de staat-van-materie-veranderaar. Candace wil ze verklikken maar heeft een probleem met haar eigen staat van materie. Doofenschmirtz is tot het inzicht gekomen dat hij Perry alleen kan verslaan als hij zelf ook een vogelbekdier is. |              |                          |                   |                  |
| 164 (25)  | "Waar is Perry?" | 332          | Disney XD Disney Channel | 26 juli 2012      | 16 februari 2013 |
| 164 (25)  | De Flynn-Fletcher familie gaat op vakantie naar Afrika, maar Perry kan niet mee. Doofenschmirtz heeft een "ultieme kwadinator" die mensen slecht maakt, maar mist zijn beoogde doelwit. Phineas en Ferb willen een kijkje nemen in de onbekende kloof, maar ze zullen iets moeten bouwen om erin te kunnen afdalen. |              |                          |                   |                  |
| 165 (26)  | "Waar is Perry? (Deel twee)" | 333          | Disney XD Disney Channel | 24 augustus 2012  | 23 februari 2013 |
| 165 (26)  | Perry is per ongeluk door een inator verdwenen en Kees, Majoor Monogram en Doofenschmirtz doen er alles aan om hem terug te vinden. Candace denkt dat Jeremy het uit wil maken en besluit zonder technologie in de Afrikaanse wildernis te gaan leven. |              |                          |                   |                  |
| 166 (27a) | "Botsende werelden" | 331a         | Disney XD                | 14 september 2012 | 20 maart 2013    |
| 166 (27a) | Na de ontdekking dat een vreemde planeet raast precies richting Danville, proberen Phineas en Ferb een ramp te voorkomen, terwijl Buford uit kijkt om contact te maken met zijn buitenaardse ras. Ondertussen hoopt Dr. Doofenshirmtz 's werelds grootste bal van touw te stelen. |              |                          |                   |                  |
| 167 (27b) | "De weg naar Danville" | 331b         | Disney XD                | 26 oktober 2012   | 20 maart 2013    |
| 167 (27b) | Wanneer een van Dr. Doofenshmirtz's "-inators" hem en Agent P raken worden ze naar niemandsland gestuurd. Ze beginnen aan een komische reis vol onverwachte wendingen om terug naar huis te keren. |              |                          |                   |                  |
| 168 (28a) | "The Doonkelberry Imperative" * | 325a         | Disney XD                | 30 maart 2012     | 27 maart 2013    |
| 168 (28a) | De jongens helpen hun moeder om Doonkleberries* te vinden voor haar beroemde Doonkleberry taart* Ondertussen ontmoeten Perry en Dr. Doofenshmirtz elkaar in de oceaan als Doofenshmirtz terugkeert naar huis om zijn rijbewijs als Druelselsteinse bestuurder te vernieuwen. Terug in Danville is Candace ervan overtuigd dat ze het antwoord op haar geklik probleem heeft ontdekt. |              |                          |                   |                  |
| 169 (28b) | "Buford Confidential" * | 325b         | Disney XD                | 27 april 2012     | 27 maart 2013    |
| 169 (28b) | Brigitte, Josette, en Colette van de Franse Padvindstermeisjes helpen Isabella bij het vangen van de Amerikaanse Grizzlybeer, een van 's werelds meest gevaarlijke dieren. Buford's plan is om als grap verkleedt te gaan als de beer. Bij de hut van hun grootouders maken Phineas en Ferb de meest verbazingwekkende ren-door-de-sproeier ervaring. Ondertussen maakt de afkeer van pretzels Dr. Doofenshmirtz gek en maakt "De-Twist-inator"* om elke pretzel in Danville los te draaien. |              |                          |                   |                  |
| 170 (24b) | "Norm Unleashed" * | 330b         | Disney XD                | 6 juli 2012       | 19 april 2013    |
| 170 (24b) | Phineas en Ferb bouwen nanobots die kunnen veranderen in elk object dat ze kunnen bedenken en dit is moeilijk voor Candace om te klikken bij haar moeder. Ondertussen heeft Dr. Doofenshmirtz jury plicht, dus neemt Norm de kwade plannen van hem over; Danville te vernietigen met behulp van wapens. |              |                          |                   |                  |
| 171 (29a) | "What'd I Miss?" * | 334b         | Disney XD                | 28 september 2012 | 26 april 2013    |
| 171 (29a) | Phineas en de rest introduceren Ferb en Perry hun nieuwste project; het trainen tamme eekhoorns om te overleven in het wild. Ondertussen streeft Dr. Doofenshmirtz naar een betere manier voor het doorzien van zijn kwade plannen nu Agent P terug is. |              |                          |                   |                  |
| 172 (30)  | "This Is Your Backstory" * | 335          | Disney XD                | 2 november 2012   | 26 april 2013    |
| 172 (30)  | Agent P ontdekt dat er is meer schuilt achter de vreemde reality show van Norm, dat het bewogen leven van zijn schepper Dr. Doofenshmirtz viert, die wordt gecreëerd door flashbacks en speciale gasten. |              |                          |                   |                  |
| 173 (29b) | "Blackout" * | 334a         | Disney XD                | 30 november 2012  | 3 mei 2013       |
| 173 (29b) | Candace heeft de leiding over Phineas en Ferb gekregen net voordat ze de kans grijpen om de meeste uit de stroomstoring van Danville te halen. Ondertussen probeert Dr. Doofenshmirtz medelijden te gebruiken in zijn voordeel. |              |                          |                   |                  |
| 174 (30a) | "De Mam Aantrekker" | 328a         | Disney XD                | 4 mei 2012        | 21 mei 2013      |
| 174 (30a) | Toen de jongens Candace vroegen om te beslissen wat ze vandaag zou moeten doen, vraagt ze sluw om een apparaat te verzinnen om hun moeder aan te trekken, zodat ze haar broertjes eindelijk kan verklikken. Ondertussen heeft Dr. Doofenshmirtz een Baby-Cry-inator* gemaakt, ontworpen om de goodie-two-shoes-beeld* van zijn broer te bezoedelen bij de kiesgerechtigden. |              |                          |                   |                  |
| 175(30b)  | "Cranius Maximus" | 328b         | Disney XD                | 4 mei 2012        | 21 mei 2013      |
| 175(30b)  | Terwijl Baljeet zich zorgen maakt over het verlies van zijn mental edge*, bedenken de jongens een hersenen stimulerende hoed (of Brain booster*) om hem te helpen. Maar nadat de hoed de verwachtingen overtreft maakt het Baljeet exponentieel slimmer; zo ziet hij plotseling iedereen als een minderwaardig iemand en wordt een bedreiging voor de beschaving. Ondertussen wil Dr. Doofenshmirtz zijn Key-Find-inator* gebruiken om alle sleutels in Danville te verzamelen in de hoop dat dit zal leiden tot de sleutel van de stad.                                                                                                 |              |                          |                   |                  |